# Минекаев, Рузиль Рамилевич
Рузи́ль Рами́левич Минека́ев (тат. Рузил Рамил улы Миңнекәев; род. 20 мая 1999, Нурлат, Татарстан) — российский актёр театра, кино и телевидения. Известен в первую очередь благодаря роли Марата в сериале Жоры Крыжовникова «Слово пацана. Кровь на асфальте». В 2021—2023 годах — актёр театра «Школа современной пьесы».

## Биография
Рузиль Минекаев родился 20 мая 1999 года в Нурлате в Татарстане. Татарин. Известно, что у него есть сестра-близнец по имени Рузиля. Минекаев учился в средней общеобразовательной школе № 4, с 13 лет обучался вокалу в нурлатской детской школе искусств «Сэлэт». Окончив в 2015 году девять классов, поступил в Казанское театральное училище (специальность — «актер драматического театра и кино», курс Ильдара Хайруллина). В учебном театре при училище Минекаев впервые вышел на театральные подмостки — он играл в постановках «Бенджамин Баттон» и «Комедия номер 13». В 2019 году поступил в актёрскую группу режиссёрского факультета ГИТИСа (мастерская Иосифа Райхельгауза), окончил вуз в феврале 2024 года. 
С 2020 года Минекаев снимается в кино и на телевидении (сериалы «Уличное правосудие», «Напарники», «Смычок»). С 2021 года он работал в театре «Школа современной пьесы», в 2023 году ушёл оттуда из-за занятости в кинопроектах. В «Школе современной пьесы» актёр получил первую значимую театральную роль — подростка Андрея в постановке «Бешеный хворост».
В 2023 году Минекаев сыграл одну из главных ролей в сериале Жоры Крыжовникова «Слово пацана. Кровь на асфальте» — роль Марата. Его работу высоко оценили рецензенты, актёр обрел всероссийскую известность. Обозреватель «Кинопоиска» Василий Корецкий назвал Минекаева одним из двух главных открытий сериала — наряду с Леоном Кемстачем .
В 2024 попал в список самых многообещающих представителей креативных индустрий The Blueprint 100.

## Личная жизнь
Женат на актрисе Азизе Бекмановой, с которой познакомился в театральном училище, а затем вместе учился в ГИТИСе. Есть сын Рэмиль.

## Фильмография
| Год          |   | Название                        | Роль                           |
| ------------ | - | ------------------------------- | ------------------------------ |
| 2020—2021    | с | Уличное правосудие              | Гном                           |
| 2022         | с | Смычок                          | Макс                           |
| 2022 — н. в. | с | Напарники                       | Костя                          |
| 2023         | с | Слово пацана. Кровь на асфальте | Марат Суворов (Адидас-младший) |
| 2024         | ф | Ёлки 11                         | Дамир                          |
| 2025         | с | Подслушано в Рыбинске           | Саша Ширманов (Ширмик)         |
| 2025         | ф | Буратино                        | Арлекин                        |

## Награды и номинации
- 2024 — победитель XI премии АПКиТ в номинации «Лучший актёр сериала»[17].